# 永田町站
永田町站（日语：／ Nagatachō eki */?）位於日本東京都千代田區永田町一丁目，是東京地下鐵的鐵路車站。

## 概要
此站有有樂町線（車站編號Y 16）、半藏門線（車站編號Z 04）、南北線（車站編號N 07）3條路線停靠。
本站的付費區與銀座線、丸之內線赤坂見附站相連。因此，兩站的乘車券可通過對方的驗票閘門，本站的定期券也可從赤坂見附站出入。另外，若本站、赤坂見附站的定期券包含鄰近的溜池山王站、國會議事堂前站區間（銀座線、丸之內線、南北線），或青山一丁目站區間（銀座線、半藏門線），或四谷站區間（丸之內線、南北線），在該區間內可搭乘平行的路線。
本站與赤坂見附站共有五條東京地下鐵路線停靠，是東京地下鐵最多所屬路線停靠的車站。

## 歷史
- 1974年（昭和49年）10月30日：營團地下鐵有樂町線永田町站開業。車站與銀座線、丸之內線的赤坂見附站設有專用換乘通道，故車票系統上與該站當作同一車站計算。
- 1979年（昭和54年）9月21日：半藏門線站區啟用。有樂町線與赤坂見附站的換乘通道改為途徑半藏門線月台。
- 1997年（平成9年）9月30日：南北線站區啟用[3]。
- 2004年（平成16年）4月1日：營團地下鐵民營化，本站由東京地下鐵接手經營。
- 2015年（平成27年）3月13日：南北線更換發車音樂[4]。

## 結構

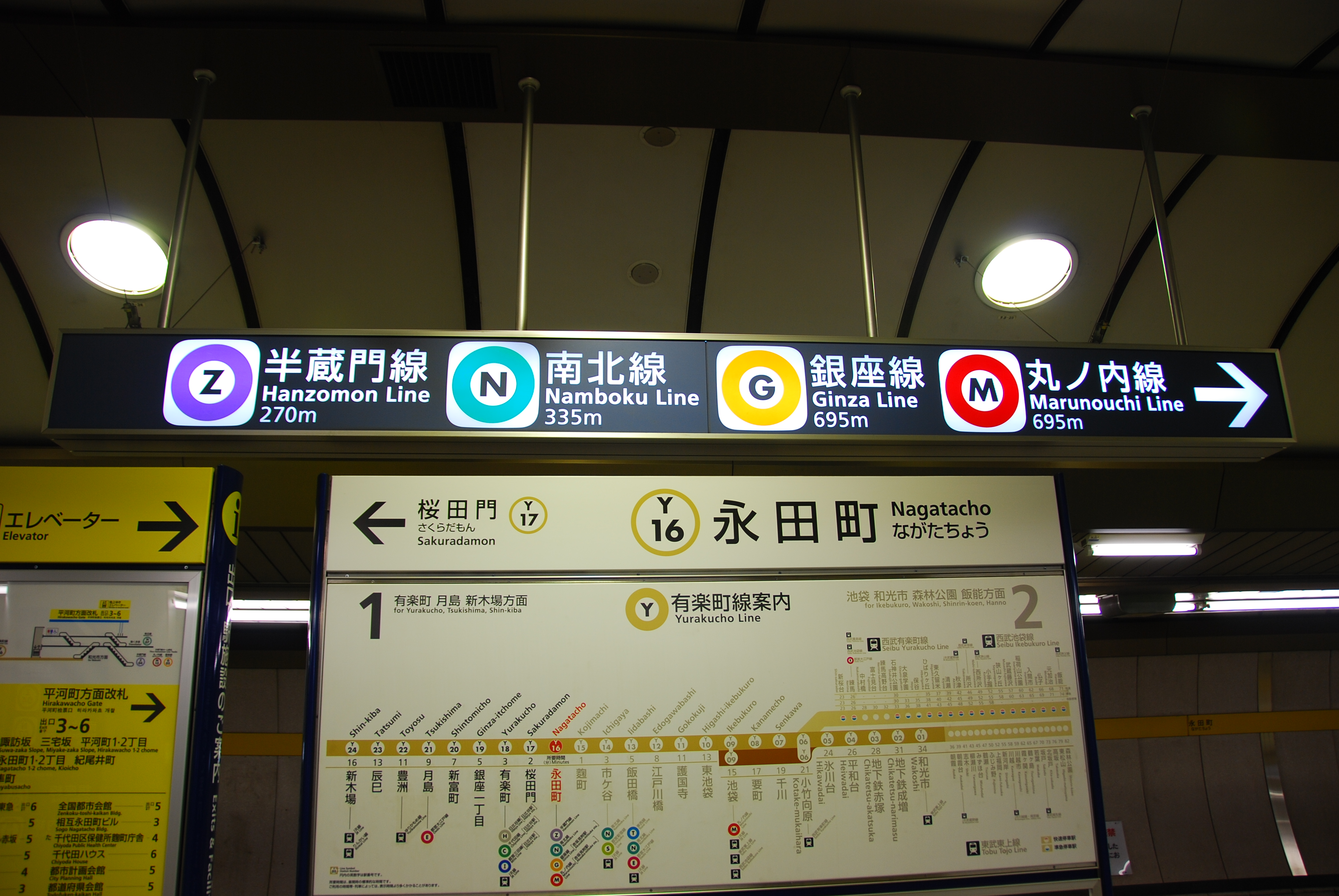
永田町站有樂町線月台，除了本身的半藏門線及南北線之外，尚可轉乘赤坂見附站的銀座線和丸之內線。

永田町站為地下車站。各線皆為島式月台1面2線。
有樂町線位於地下4樓，半藏門線位於地下6樓，南北線位於地下3樓，各線皆使用潛盾工法建設。有樂町線、半藏門線是開挖單線潛盾隧道之間並用頂部潛盾機建造月台的「眼鏡型頂部潛盾工法」，南北線是單線潛盾隧道間插入桁架後進行施工的「眼鏡型車站支撐桁架工法」。本站半藏門線距離地面約36公尺，在東京地下鐵僅次於千代田線國會議事堂前站（37.9公尺）、南北線後樂園站 （37.5公尺）是第三深的站體。從半藏門線月台經平河町口（3、4、6號出入口）至地面須爬218階的樓梯。

### 月台配置
| 月台 | 路線     | 目的地                                             | 備註 |
| ---- | -------- | -------------------------------------------------- | --- |
| 1    | 有樂町線 | 有樂町、月島、新木場方向                           | |
| 2    | 有樂町線 | 池袋、和光市、森林公園、飯能方向                   | 和光市站直通 東武東上線（直通至森林公園站）、或 小竹向原站直通 西武池袋線（經 西武有樂町線直通至飯能站） |
| 3    | 半藏門線 | 表參道、澀谷、中央林間方向                         | |
| 4    | 半藏門線 | 大手町、押上〈晴空塔前〉、北千住、久喜、南栗橋方向 | |
| 5    | 南北線   | 四谷、赤羽岩淵、浦和美園方向                       | 赤羽岩淵站直通 埼玉高速鐵道線 （往浦和美園方向列車）                                                     |
| 6    | 南北線   | 白金高輪、目黑、日吉方向                           | 目黑站直通 東急目黑線                                                                                    |

（來源：東京地下鐵:構內圖 （页面存档备份，存于））
- 半藏門線押上方向在末班車時段有本站終停的班次（下客後回送至水天宮前留置）。
- 有樂町線與半藏門線月台有站員在月台巡視。

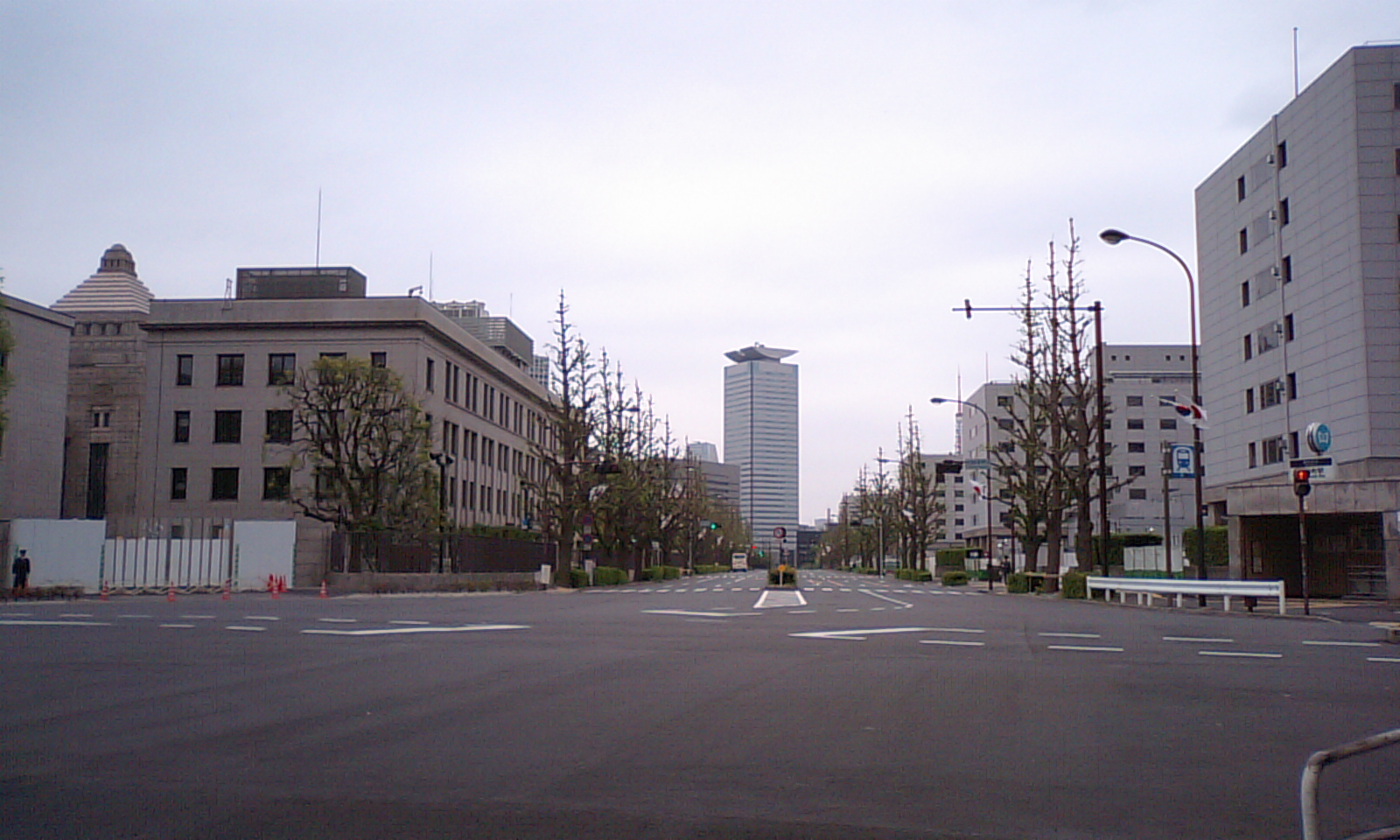
1號出口（右端）地面部分，左邊為國會議事堂，右邊為眾參議員會館（日语：議員会館）
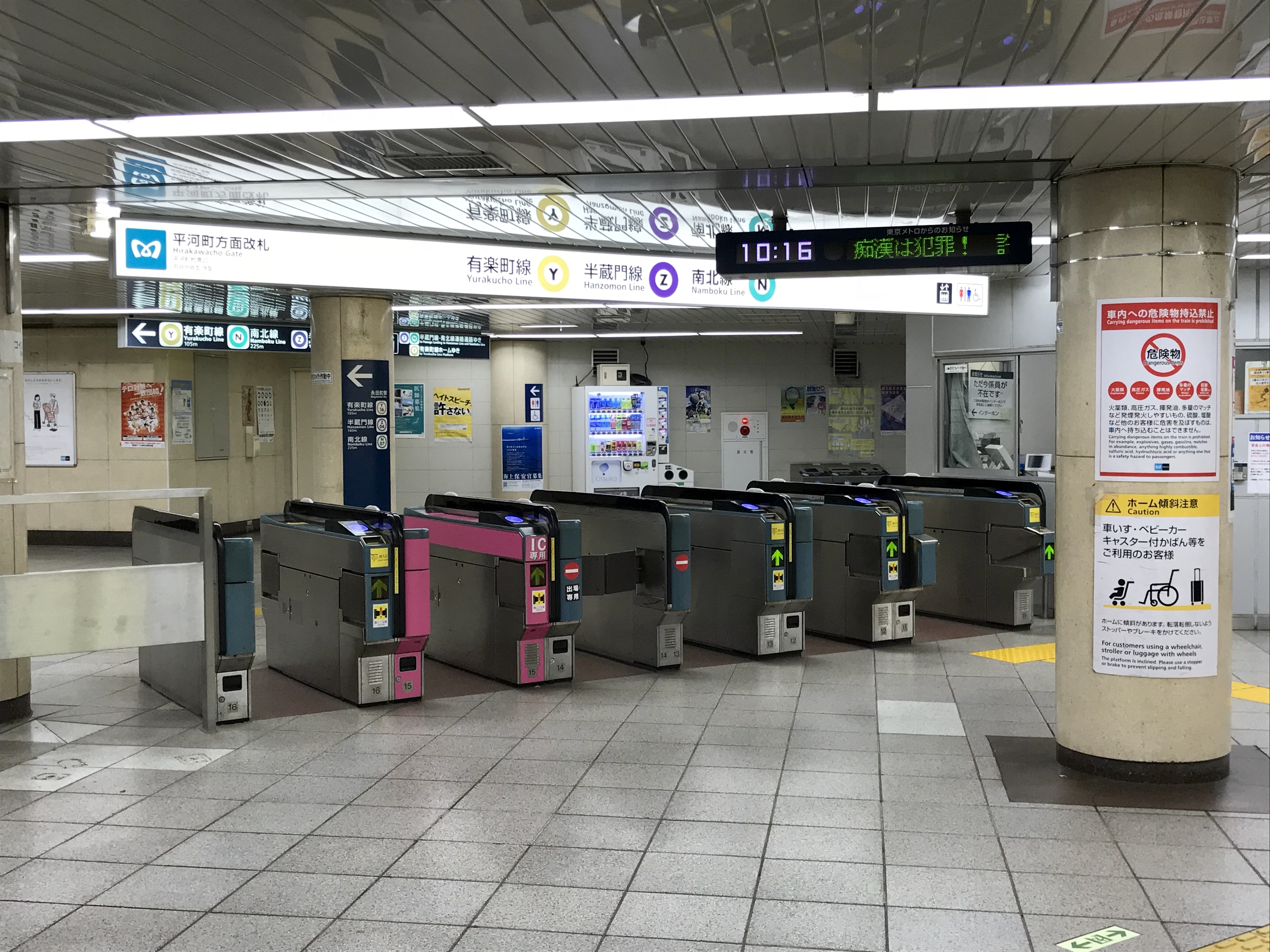
平河町方向閘口（2018年9月15日攝）
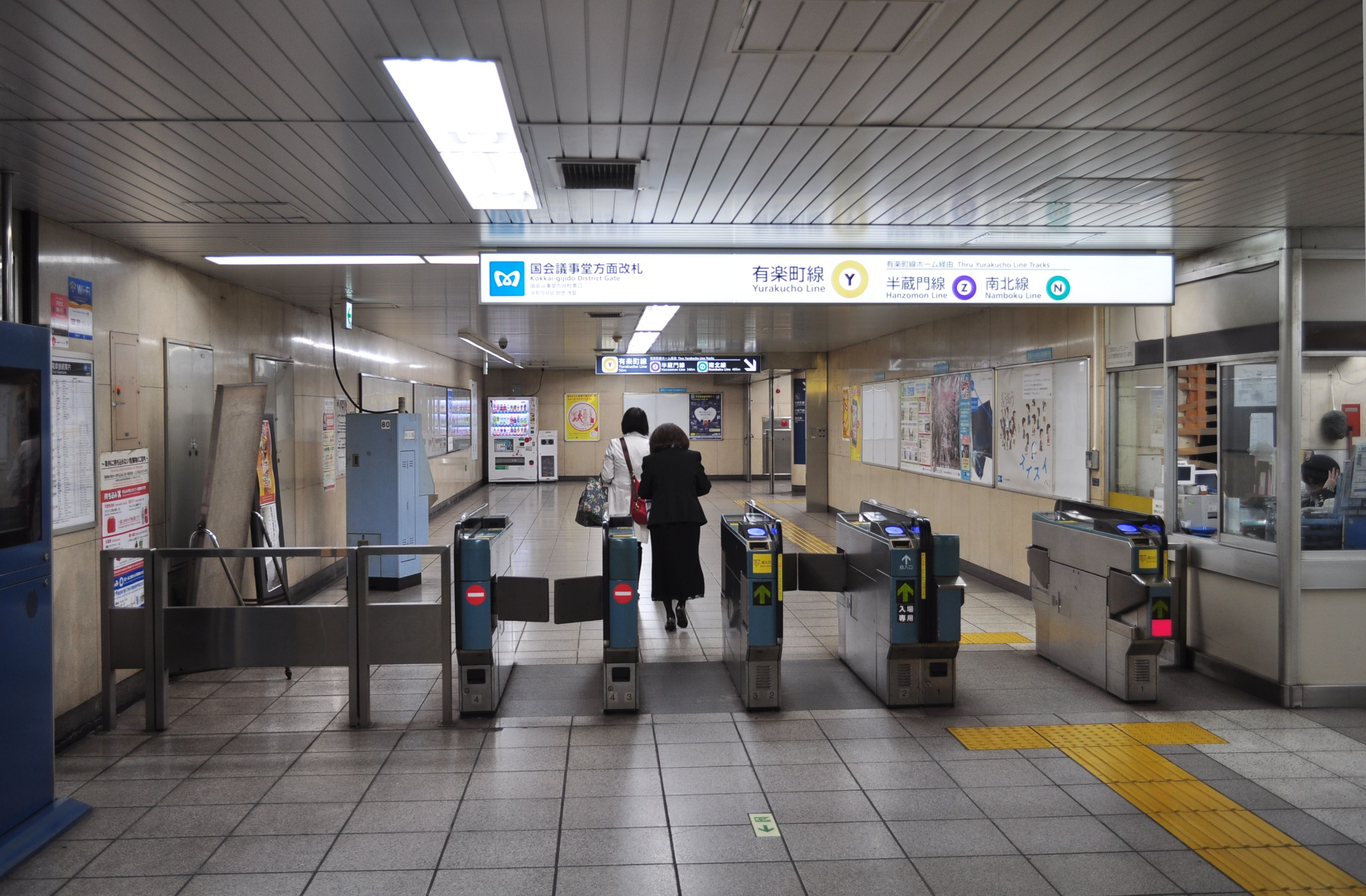
有樂町線聯絡國會議事堂方向閘口（2018年3月28日攝）
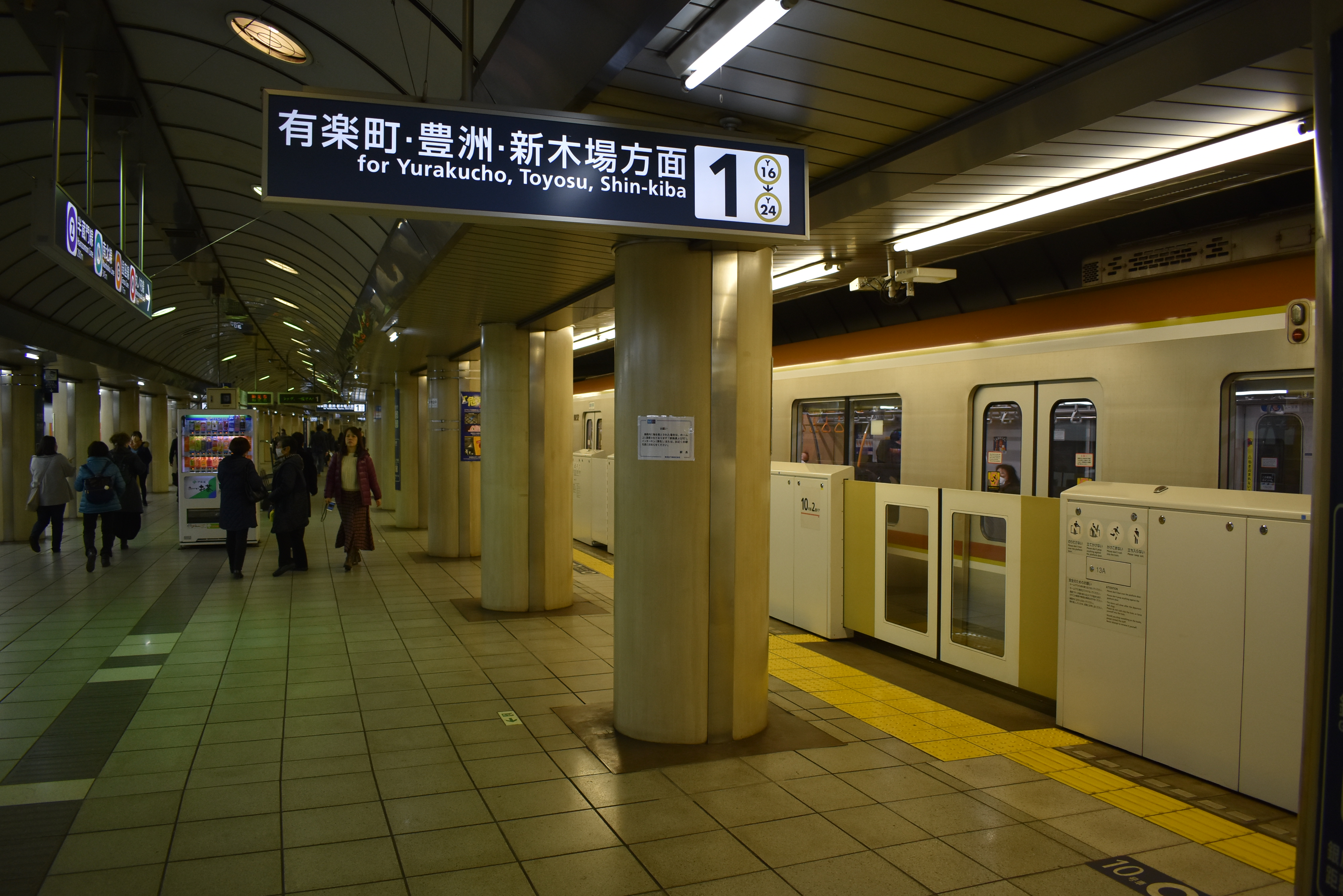
有樂町線1號月台（2018年12月22日攝）
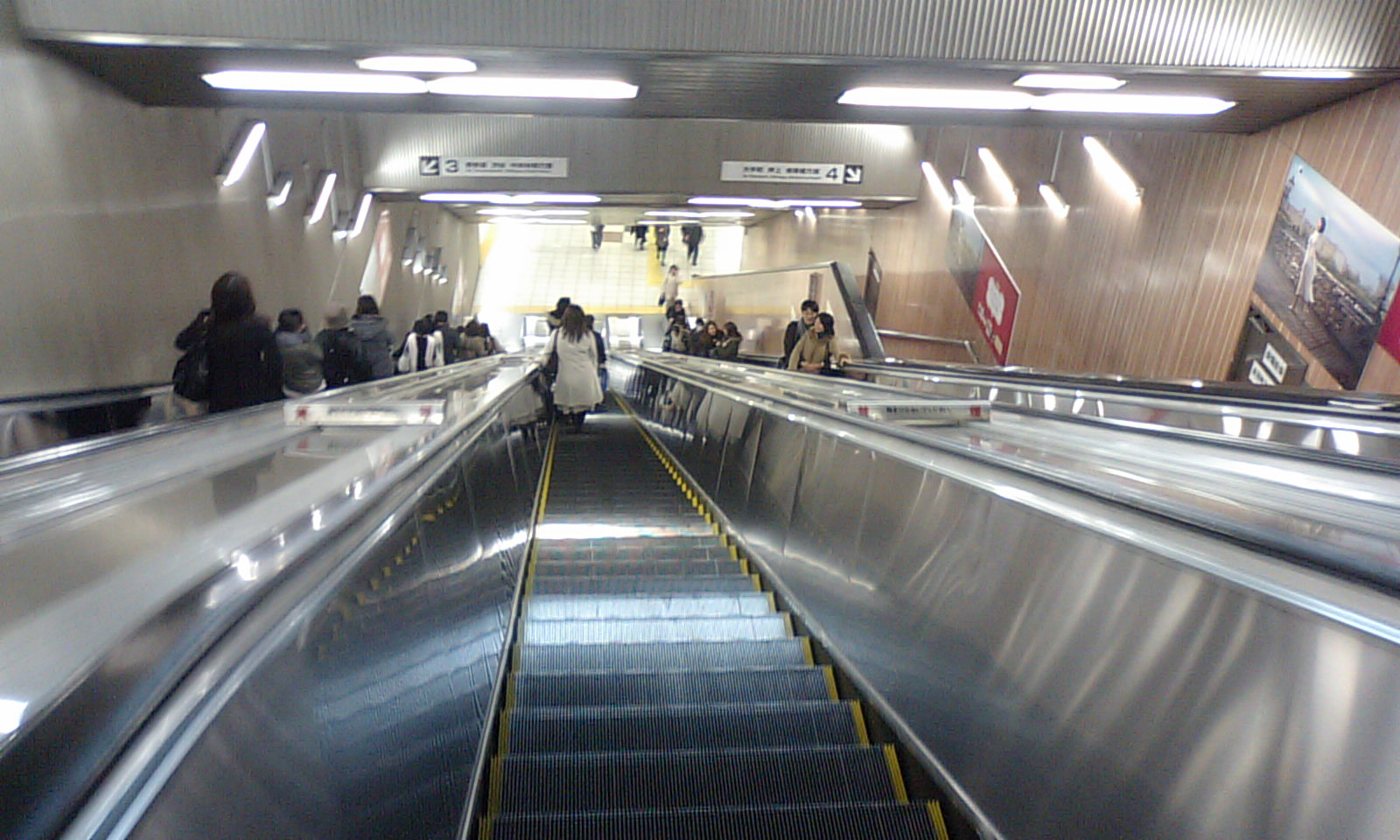
下降至半藏門線月台扶手電梯
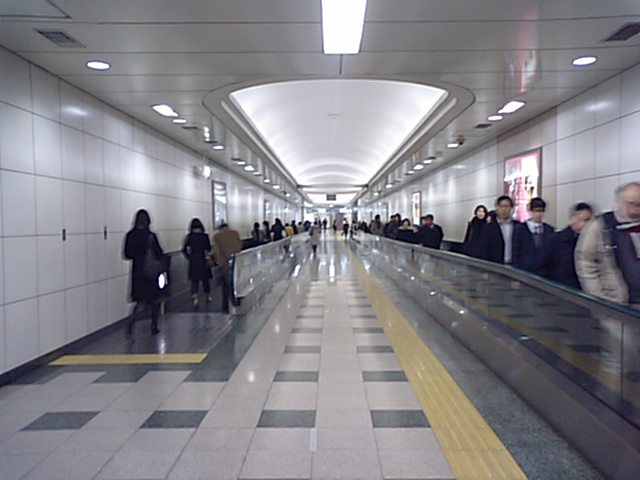
往南北線月台的行人通道

### 各路線相互轉乘
各線月台之間都有一定距離，最短的距離是半藏門線月台與有樂町線月台約80公尺，而有樂町線月台與南北線月台距離約160公尺，半藏門線月台與南北線月台距離約170公尺。半藏門線月台與有樂町線、南北線轉乘穿堂間設有長距電扶梯。轉乘穿堂與南北線月台間的連絡通道設有電動步道。

### 與赤坂見附站的轉乘
本站與赤坂見附站之間，半藏門線月台西端前往銀座線、丸之內線月台下層有長約200公尺的非平面連絡通道。因此，從有樂町線月台或南北線月台前往赤坂見附站需經過半藏門線月台（長約200公尺）。另外，銀座線與有樂町線能直接轉乘的只有本站、赤坂見附站，距離約520公尺。
各路線相互轉乘表。標有「◎」為建議換乘車站，「*」為需離開付費區，括號為經副都心線換乘。表格距離為最短距離。
|            |                |                | 永田町站               |                                          |                    |
| 有樂町線   | 半藏門線       | 南北線         |                        |                                          |                    |
| 赤坂見附站 | 換乘距離及時間 | 換乘距離及時間 | 約250米 4－6分鐘       | 約520米 9－13分鐘                        | 約610米 11－15分鐘 |
| 赤坂見附站 | 其他換乘站     | 銀座線         | 無                     | 澀谷站、三越前站* 表參道站◎ 青山一丁目站 | 溜池山王站◎        |
| 赤坂見附站 | 其他換乘站     | 丸之內線       | 池袋站（新宿三丁目站） | 大手町站                                 | 四谷站◎ 後樂園站   |

## 使用情況
2017年度1日平均上下車人次為82,091人。
- 東京地下鐵全部130個車站當中次於早稻田站排行第54位。此數值不包括東京地下鐵線的轉乘人次。
  - 若包括東京地下鐵線的轉乘人次，2017年度各路線1日平均上下車人次如下[乗降データ 1]。包括與赤坂見附站的銀座線、丸之內線之間的轉乘人次。
    - 有樂町線 - 145,880人 - 同線內次於小竹向原站、有樂町站、豐洲站、池袋站、和光市站、飯田橋站排行第7位。
    - 半藏門線 - 178,415人 - 同線內次於澀谷站、表參道站、大手町站排行第4位。
    - 南北線 - 69,351人 - 同線內次於溜池山王站、目黑站、飯田橋站、赤羽岩淵站、六本木一丁目站、四谷站排行第7位。

### 各年度1日平均上下車人次
近年1日平均上下車人次推移如下表。
| 年度               | 東京地下鐵         | 東京地下鐵 |
| 年度               | 1日平均 上下車人次 | 增長率     |
| ------------------ | ------------------ | ---------- |
| 2004年（平成16年） | 58,711             |            |
| 2005年（平成17年） | 58,612             | −0.2%      |
| 2006年（平成18年） | 59,983             | 2.3%       |
| 2007年（平成19年） | 62,294             | 3.9%       |
| 2008年（平成20年） | 60,843             | −2.3%      |
| 2009年（平成21年） | 59,756             | −1.8%      |
| 2011年（平成23年） | 59,379             | −2.3%      |
| 2012年（平成24年） | 61,823             | 4.1%       |
| 2013年（平成25年） | 63,943             | 3.4%       |
| 2014年（平成26年） | 65,296             | 2.1%       |
| 2015年（平成27年） | 69,459             | 6.4%       |
| 2016年（平成28年） | 75,107             | 8.1%       |
| 2017年（平成29年） | 82,091             | 9.3%       |

### 各年度1日平均上車人次（1974年－2000年）
| 年度               | 有樂町線 | 半藏門線 | 南北線   | 來源              |
| ------------------ | -------- | -------- | -------- | ----------------- |
| 1974年（昭和49年） | 7,046    | 未 開 業 | 未 開 業 | [ 東京都統計 1 ]  |
| 1975年（昭和50年） | 10,011   | 未 開 業 | 未 開 業 | [ 東京都統計 2 ]  |
| 1976年（昭和51年） | 10,795   | 未 開 業 | 未 開 業 | [ 東京都統計 3 ]  |
| 1977年（昭和52年） | 12,118   | 未 開 業 | 未 開 業 | [ 東京都統計 4 ]  |
| 1978年（昭和53年） | 12,337   | 未 開 業 | 未 開 業 | [ 東京都統計 5 ]  |
| 1979年（昭和54年） | 12,945   | 3,751    | 未 開 業 | [ 東京都統計 6 ]  |
| 1980年（昭和55年） | 13,784   | 4,181    | 未 開 業 | [ 東京都統計 7 ]  |
| 1981年（昭和56年） | 15,123   | 4,888    | 未 開 業 | [ 東京都統計 8 ]  |
| 1982年（昭和57年） | 15,532   | 5,088    | 未 開 業 | [ 東京都統計 9 ]  |
| 1983年（昭和58年） | 15,743   | 5,467    | 未 開 業 | [ 東京都統計 10 ] |
| 1984年（昭和59年） | 16,581   | 6,055    | 未 開 業 | [ 東京都統計 11 ] |
| 1985年（昭和60年） | 16,732   | 6,507    | 未 開 業 | [ 東京都統計 12 ] |
| 1986年（昭和61年） | 17,107   | 6,726    | 未 開 業 | [ 東京都統計 13 ] |
| 1987年（昭和62年） | 17,399   | 6,803    | 未 開 業 | [ 東京都統計 14 ] |
| 1988年（昭和63年） | 17,814   | 7,321    | 未 開 業 | [ 東京都統計 15 ] |
| 1989年（平成元年） | 16,929   | 9,786    | 未 開 業 | [ 東京都統計 16 ] |
| 1990年（平成02年） | 17,175   | 11,699   | 未 開 業 | [ 東京都統計 17 ] |
| 1991年（平成03年） | 17,790   | 12,355   | 未 開 業 | [ 東京都統計 18 ] |
| 1992年（平成04年） | 17,359   | 12,641   | 未 開 業 | [ 東京都統計 19 ] |
| 1993年（平成05年） | 16,699   | 12,458   | 未 開 業 | [ 東京都統計 20 ] |
| 1994年（平成06年） | 16,205   | 12,838   | 未 開 業 | [ 東京都統計 21 ] |
| 1995年（平成07年） | 15,546   | 12,292   | 未 開 業 | [ 東京都統計 22 ] |
| 1996年（平成08年） | 15,274   | 12,142   | 未 開 業 | [ 東京都統計 23 ] |
| 1997年（平成09年） | 14,159   | 11,989   | 2,803    | [ 東京都統計 24 ] |
| 1998年（平成10年） | 13,296   | 12,027   | 3,101    | [ 東京都統計 25 ] |
| 1999年（平成11年） | 12,216   | 11,776   | 2,760    | [ 東京都統計 26 ] |
| 2000年（平成12年） | 12,258   | 12,090   | 3,397    | [ 東京都統計 27 ] |

### 各年度1日平均上車人次（2001年以後）
近年1日平均上車人次推移如下表。
| 年度               | 有樂町線 | 半藏門線 | 南北線 | 來源              |
| ------------------ | -------- | -------- | ------ | ----------------- |
| 2001年（平成13年） | 11,901   | 12,332   | 4,258  | [ 東京都統計 28 ] |
| 2002年（平成14年） | 12,058   | 12,362   | 4,258  | [ 東京都統計 29 ] |
| 2003年（平成15年） | 11,888   | 13,107   | 4,396  | [ 東京都統計 30 ] |
| 2004年（平成16年） | 12,030   | 13,367   | 4,430  | [ 東京都統計 31 ] |
| 2005年（平成17年） | 11,726   | 13,258   | 4,411  | [ 東京都統計 32 ] |
| 2006年（平成18年） | 11,811   | 13,948   | 4,564  | [ 東京都統計 33 ] |
| 2007年（平成19年） | 12,087   | 14,699   | 4,847  | [ 東京都統計 34 ] |
| 2008年（平成20年） | 11,567   | 14,630   | 4,871  | [ 東京都統計 35 ] |
| 2009年（平成21年） | 11,181   | 14,496   | 4,827  | [ 東京都統計 36 ] |
| 2010年（平成22年） | 11,121   | 15,044   | 5,063  | [ 東京都統計 37 ] |
| 2011年（平成23年） | 10,762   | 14,585   | 4,959  | [ 東京都統計 38 ] |
| 2012年（平成24年） | 11,151   | 15,290   | 5,221  | [ 東京都統計 39 ] |
| 2013年（平成25年） | 11,584   | 15,447   | 5,556  | [ 東京都統計 40 ] |
| 2014年（平成26年） | 11,819   | 15,603   | 5,715  | [ 東京都統計 41 ] |
| 2015年（平成27年） | 13,623   | 16,464   | 6,191  | [ 東京都統計 42 ] |
| 2016年（平成28年） | 13,304   | 17,529   | 7,244  | [ 東京都統計 43 ] |

備註
1. ↑  1974年10月30日開業。開業日から翌年3月31日までの計153日間を集計したデータ。
2. ↑  1979年9月21日開業。開業日から翌年3月31日までの計193日間を集計したデータ。
3. ↑  1997年9月30日開業。開業日から翌年3月31日までの計183日間を集計したデータ。

## 周邊
| - 自民黨本部 - 民進黨本部 - 國會議事堂 - 眾議院議長公邸、參議院議長公邸 - 眾議院第一、第二議員會館 - 參議院議員會館 - 國立國會圖書館 - 最高裁判所 - 國會前庭 - 憲政紀念館 - 國立劇場 | - WOWOW本社 - 東京Garden Terrace紀尾井町 - 新大谷飯店 - 新大谷美術館 - 都市中心酒店 - 東急赤坂卓越大飯店、赤坂東急PLAZA - JA共濟連全國本部 - 日枝神社 - 墨西哥駐日大使館 - 都立日比谷高校 - 保德信塔 - 都道府縣會館 - 全國町村會館 - 全國町村會事務所 | - 砂防會館 - 全國治水砂防協會 - 三宅坂 - 內堀通 - 青山通（國道246號） - 高速都心環狀線霞關入口 - 國會議事堂前站 - 溜池山王站 - 千代田放送會館 - 千代田區立麴町中學校 - 清水谷公園 |

### 巴士路線
最近的巴士站是永田町巴士站。可搭乘由東京都交通局運行的以下路線。另外，東京Garden Terrace紀尾井町、東京紀尾井町王子畫廊豪華精選飯店巴士站可搭乘由東京空港交通營運往羽田機場、成田機場的利木津巴士，以及西武觀光巴士往輕井澤站的高速巴士。
永田町
- 橋63系統：往新橋站前／經市谷站、新大久保站、大久保站往小瀧橋車庫前（都營）

東京Garden Terrace紀尾井町
- 機場接駁巴士：往羽田機場、往成田機場（利木津巴士）
- 高速巴士：往輕井澤站（西武）

東京紀尾井町王子畫廊豪華精選飯店'
- 機場接駁巴士：往羽田機場、往成田機場（利木津巴士）
- 高速巴士：往輕井澤站（西武）

## 圖片

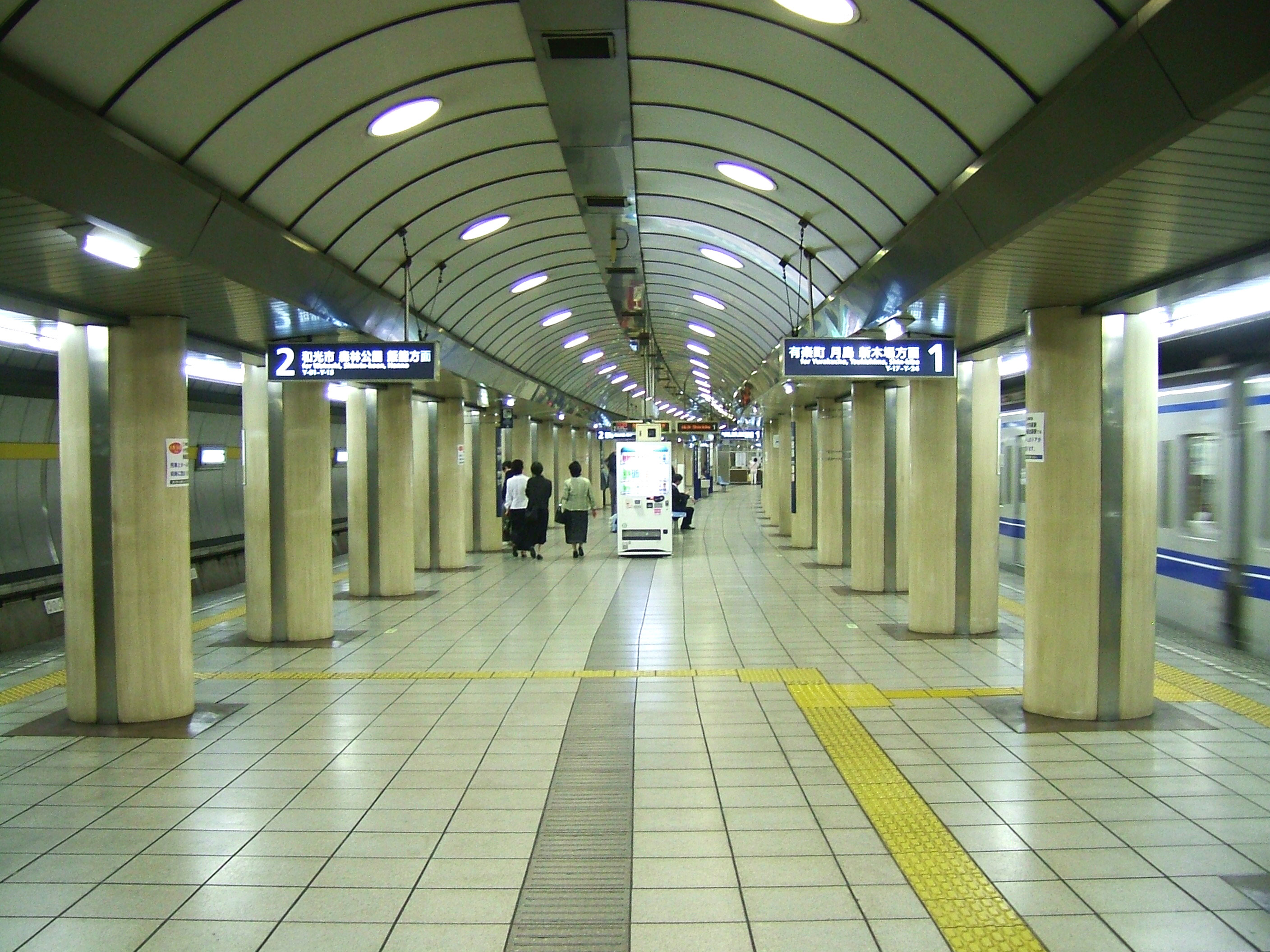
有樂町線月台（2008年5月21日）
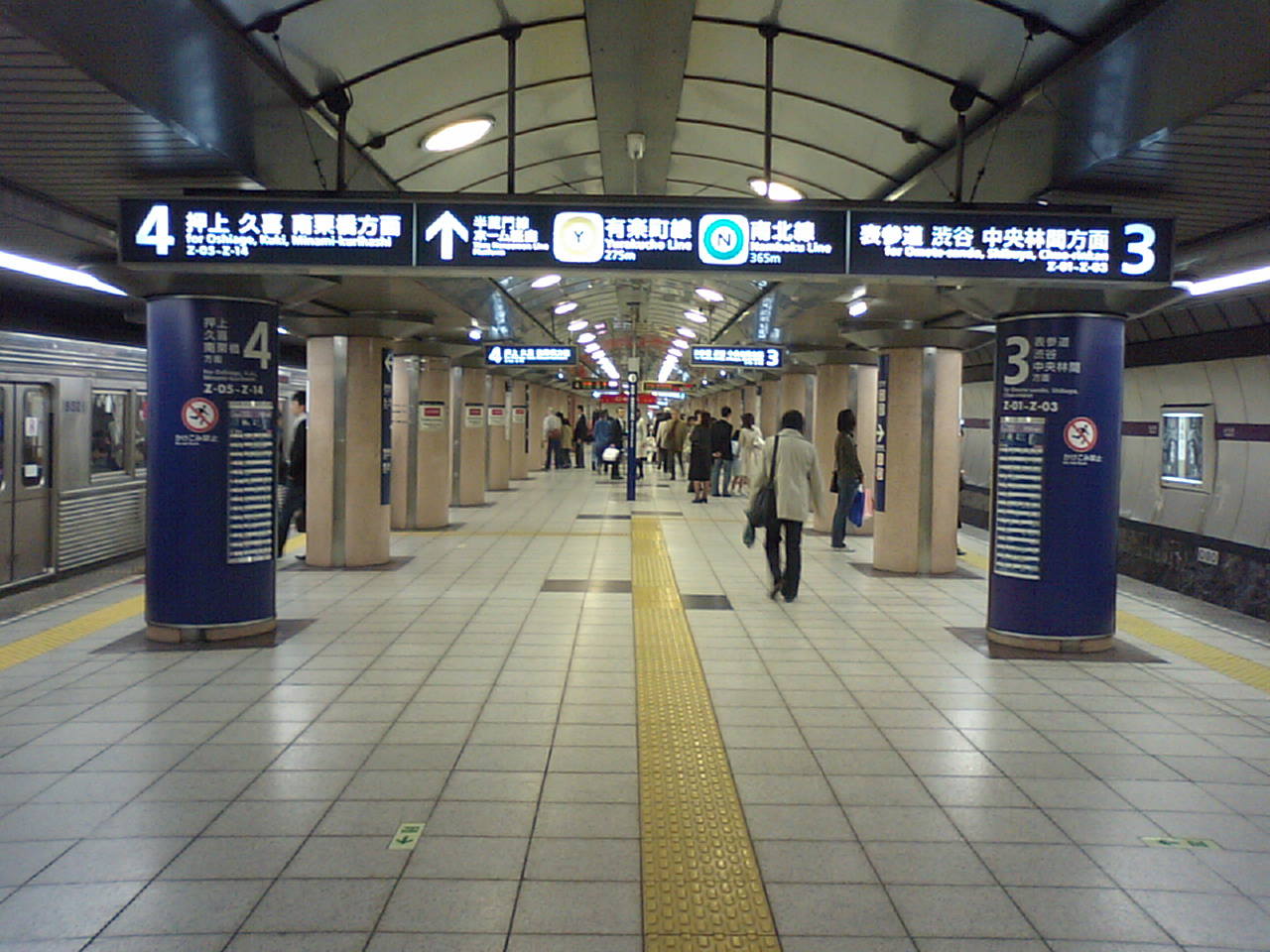
半藏門線月台（2008年3月29日）
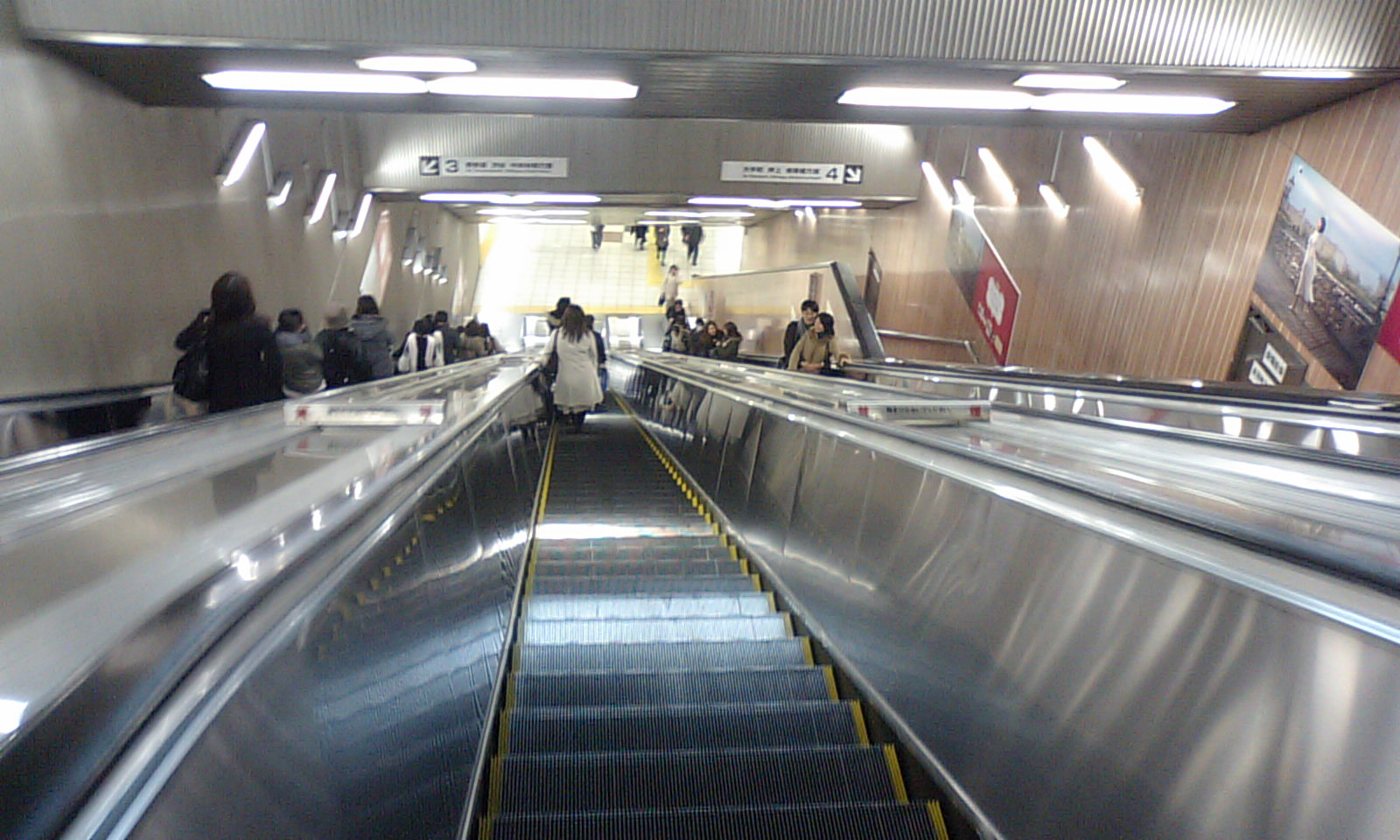
往半藏門線月台的電扶梯
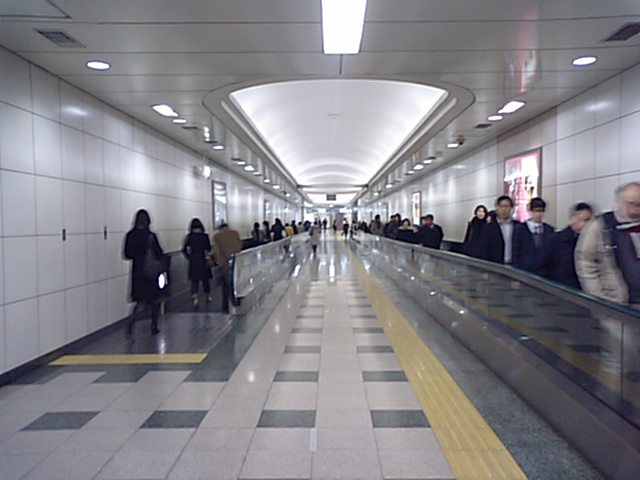
往南北線月台的電動步道
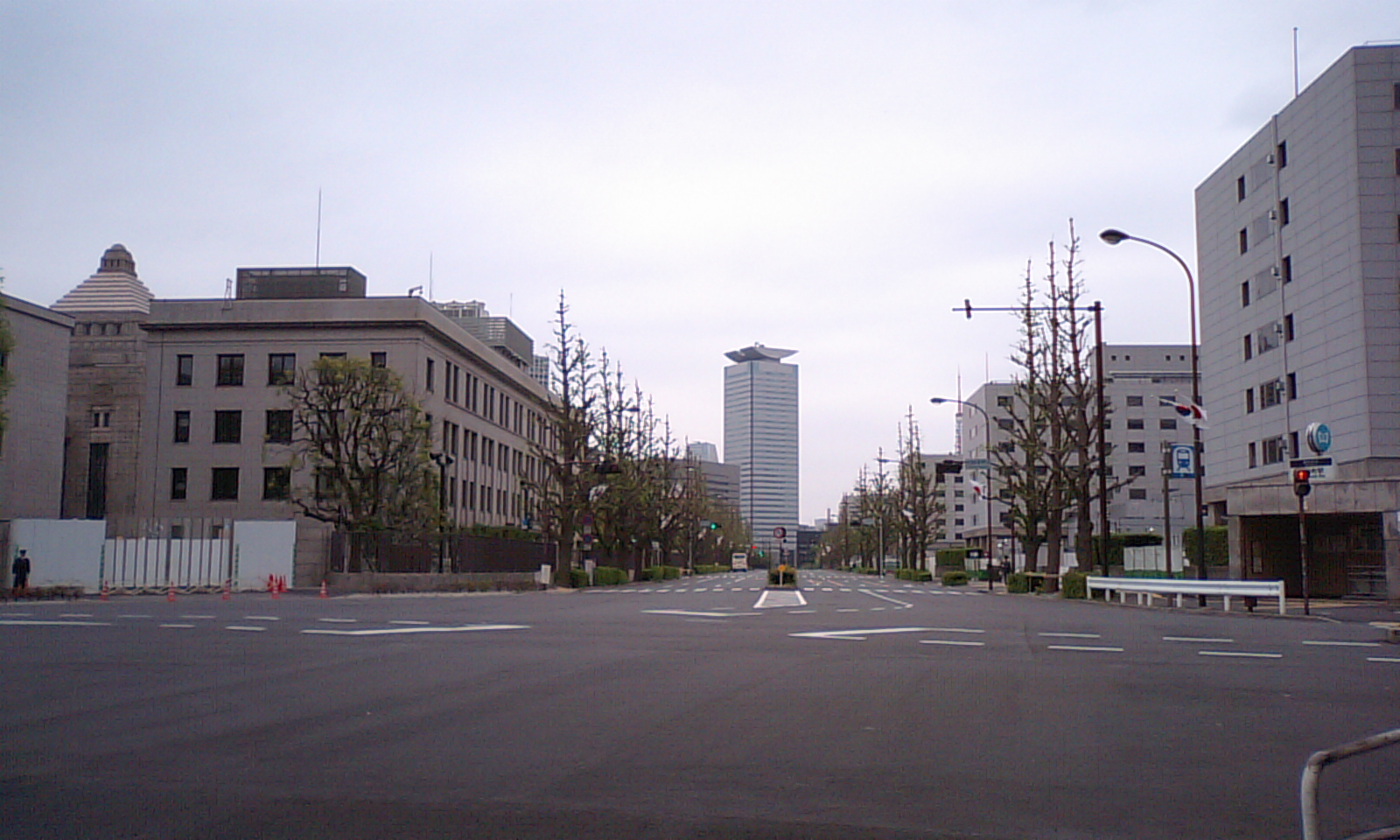
1號出口（右端）地面。左為國會議事堂、右為議員會館

## 其他
- 不相互接續的東武伊勢崎線系統與東上線系統列車，由於與東京地下鐵直通運轉，可在本站見到兩路線列車進站。本站是自大手町站日本國有鐵道（現東日本旅客鐵道）中央·總武緩行線與常磐緩行線之後，能在其他公司車站見到兩條同公司但不相互接續的兩路線列車進站的第二個案例[6]。另外，東急田園都市線與東急目黑線列車也停靠本站。

## 相鄰車站
東京地下鐵
 有樂町線
麴町（Y 15）－永田町（Y 16）－櫻田門（Y 17）
 半藏門線
青山一丁目（Z 03）－永田町（Z 04）－半藏門（Z 05）
 南北線
溜池山王（N 06）－永田町（N 07）－四谷（N 08）

## 來源
地下鐵1日平均使用人數
1. ↑  .   [2017-05-02]. （原始内容存档于2018-02-13）.

地下鐵統計資料
1. 1 2  .   [2017-07-20]. （原始内容存档于2017-07-31）.
2. ↑  .   [2019-01-11]. （原始内容存档于2016-04-01）.
3. ↑  行政基礎資料集 （页面存档备份，存于） - 千代田区

東京都統計年鑑
1. ↑  .   [2019-01-11]. （原始内容存档于2016-03-05）.
2. ↑  .   [2019-01-11]. （原始内容存档于2016-06-02）.
3. ↑  .   [2019-01-11]. （原始内容存档于2015-06-29）.
4. ↑  .   [2019-01-11]. （原始内容存档于2016-03-05）.
5. ↑  .   [2019-01-11]. （原始内容存档于2015-06-29）.
6. ↑  .   [2019-01-11]. （原始内容存档于2016-03-05）.
7. ↑  .   [2019-01-11]. （原始内容存档于2016-03-05）.
8. ↑  .   [2019-01-11]. （原始内容存档于2016-03-05）.
9. ↑  .   [2019-01-11]. （原始内容存档于2015-06-29）.
10. ↑  .   [2019-01-11]. （原始内容存档于2015-06-29）.
11. ↑  .   [2019-01-11]. （原始内容存档于2015-06-29）.
12. ↑  .   [2019-01-11]. （原始内容存档于2016-03-05）.
13. ↑  .   [2019-01-11]. （原始内容存档于2016-03-05）.
14. ↑  .   [2019-01-11]. （原始内容存档于2015-06-29）.
15. ↑  .   [2019-01-11]. （原始内容存档于2016-03-05）.
16. ↑  .   [2019-01-11]. （原始内容存档于2016-03-05）.
17. ↑  .   [2019-01-11]. （原始内容存档于2016-03-05）.
18. ↑  .   [2019-01-11]. （原始内容存档于2016-03-05）.
19. ↑  .   [2017-05-02]. （原始内容存档于2013-08-15）.
20. ↑  .   [2017-05-02]. （原始内容存档于2013-02-03）.
21. ↑  .   [2017-05-02]. （原始内容存档于2013-02-03）.
22. ↑  .   [2017-05-02]. （原始内容存档于2013-02-03）.
23. ↑  .   [2017-05-02]. （原始内容存档于2013-02-03）.
24. ↑  .   [2017-05-02]. （原始内容存档于2016-03-04）.
25. ↑  平成10年PDF
26. ↑  平成11年PDF
27. ↑  .   [2017-05-02]. （原始内容存档于2016-03-04）.
28. ↑  .   [2017-05-02]. （原始内容存档于2016-03-04）.
29. ↑  .   [2017-05-02]. （原始内容存档于2017-07-29）.
30. ↑  .   [2017-05-02]. （原始内容存档于2017-07-29）.
31. ↑  .   [2017-05-02]. （原始内容存档于2017-07-29）.
32. ↑  .   [2017-05-02]. （原始内容存档于2017-07-29）.
33. ↑  .   [2017-05-02]. （原始内容存档于2017-07-29）.
34. ↑  .   [2017-05-02]. （原始内容存档于2017-07-29）.
35. ↑  .   [2017-05-02]. （原始内容存档于2017-07-29）.
36. ↑  .   [2017-05-02]. （原始内容存档于2016-03-26）.
37. ↑  .   [2019-01-11]. （原始内容存档于2016-03-27）.
38. ↑  .   [2019-01-11]. （原始内容存档于2016-03-25）.
39. ↑  .   [2019-01-11]. （原始内容存档于2016-03-27）.
40. ↑  .   [2019-01-11]. （原始内容存档于2016-03-22）.
41. ↑  .   [2019-01-11]. （原始内容存档于2017-07-30）.
42. ↑  .   [2019-01-11]. （原始内容存档于2018-11-09）.
43. ↑  .   [2019-01-11]. （原始内容存档于2019-05-02）.

## 外部連結
- 永田町/Y16/Z04/N07 | 路線・車站資訊 | 東京地下鐵（日語）